# Інна Афіногенова
Інна Афіногенова (14 січня 1989, Дагестан, РРФСР) — російська журналістка, колишня працівниця російської пропагандистської державної багатомовної телекомпанії RT, ютуберка, блогерка.

## Біографія
Інна Афіногенова народилася 14 січня 1989 у Дагестані.
Освіту отримала у Московському державному університеті.
Перші професійні кроки Афіногенова робила на аргентинському радіо.

### Робота в RT
До повномасштабного вторгнення, працюючи в RT, стверджувала що вторгнення не відбудеться, а блокування доступу до російських державних пропагандистських ЗМІ — це зачистка від «незручної інформації».
Афіногенова покинула роботу в телекомпанії RT, заявивши що причиною її рішення стало російське вторгнення:
| Підтверджую, я пішла з RT і більше не повернуся туди. Як не важко здогадатися, я не згодна з цією війною. Хто взагалі може підтримувати війну? Небагато. Я не серед них. Я ніколи не підтримала б жодну війну, тому що я знаю, і не з чуток, що війни завжди вбивають мирне населення, хоч би якими точними не були атаки…[4] |

### Блогерство
Через два місяці після початку повномасштабного вторгнення опублікувала відео, в якому заявила, що вона виступає проти війни і страждання мирного населення, і не планує займатися пропагандою війни.
Наразі журналістка працює заступницею директора вебсайту RT en Español та ведучою YouTube-каналу «Ahí les va». Її влог виходив на ютуб каналі Пабло Іґлесіаса, колишнього лідера об’єднання крайньо лівих партій «Подемос» і другого віцепрезидента іспанського уряду.

## Погляди
Інна Афіногенова вважає себе пацифісткою, засудила російсько-українську війну, водночас виступає проти озброєння України, критикує дискримінацію росіян у країнах колишнього Радянського Союзу.